# Gelasma korintjiensis
Gelasma korintjiensis is een vlinder uit de familie van de spanners (Geometridae). De wetenschappelijke naam van de soort is voor het eerst geldig gepubliceerd in 1933 door Prout.